# Gill
Gill je priimek več oseb:
- David Gill, škotski astronom in urar
- John Galbraith Gill, britanski general
- Rockingham Conyers Gill, britanski general